# Kurt Nimphius
Kurt Allen Nimphius (Milwaukee, 13 marzo 1958) è un ex cestista statunitense, professionista nella NBA, in Italia e in Spagna.

## Carriera
Venne selezionato dai Denver Nuggets al terzo giro del Draft NBA 1980 (47ª scelta assoluta).